# Sapromyza neozelandica
Sapromyza neozelandica är en tvåvingeart som beskrevs av Tonnoir och Malloch 1926. Sapromyza neozelandica ingår i släktet Sapromyza och familjen lövflugor. Inga underarter finns listade i Catalogue of Life.